# Попов, Леонид Петрович
Леонид Петрович Попов (укр. Леонід Петрович Попов; 13 марта 1953) — советский и украинский режиссёр кукольного театра
, заведующий кафедрой «Актёрское искусство и режиссура театра кукол» Киевского национального университета театра, кино и телевидения имени И. К. Карпенко-Карого, Заслуженный артист Украинской ССР (1986), Народный артист Украины (2024), профессор.

## Биография
Детство Леонида Попова прошло в городе Сталино. Здесь были общеобразовательная и музыкальная школы, участие в спектаклях самодеятельного кружка.
Первые шаги к специальному образованию были получены в студии Донецкого музыкально-драматического театра-студии Дома культуры Донецкого ордена В.И. Ленина металлургического завода им. В.И. Ленина. Далее — кафедра театра кукол Харьковского института искусств им. И. П. Котляревского. Первые профессиональные постановки были поставлены в театрах кукол Украины в Кировограде, Черкассах, Ивано-Франковске.
Основные грани профессиональной деятельности Леонида Попова — режиссура и педагогика — главный режиссёр Хмельницкого театра кукол, завкафедрой театра кукол Харьковского института искусств им. И. П. Котляревского, а позже кафедры актёрского искусства и режиссуры театра кукол Киевского национального университета театра, кино и телевидения имени И. К. Карпенко-Карого.

### Режиссёрская деятельность
Отдельная страница режиссёрских постановок в Ивано-Франковском театре кукол. Первый опыт сотрудничества приходится на период, когда театр стал приглашать к постановкам режиссёров-педагогов Харьковского института искусств им. И. П. Котляревского. Доцент Леонид Попов осуществил постановки «Козы-Дерезы» Н. Лисенко, «Лесной песни» Леси Украинки, «Украинского водевиля» С. Васильченко, «Лиса Никиты…» Я. Яроша по мотивам сказок Ивана Франко и многие другие. Спектакль Леонида Попова «Иван Голик» по пьесе А. Кузьмина, поставленный в 1994 году долгие годы шёл на сцене театра с неизменным успехом, а в 2004 году был восстановлен Владимиром Подцерковным с участием молодых актёров театра Петра Бабинца, Тараса Винника и Петра Каминского. Впоследствии опыт сотрудничества переняли ученики Леонида Попова — молодые режиссёры Дмитрий Нуянзин («Пан Коцкий» Н. Лисенко, «Когда ещё звери говорили» К. Губенко по произведениям И. Франко и др.), Александр Кузьмин («Соломенный бычок» А. Олеся, «Колобок», «Три поросёнка»), Ярослав Грушецкий («Никита Кожемяка» А. Олеся, «Лиса и Медведь» М. Супонина, «Золотой челнок», «Грустная весёлая сказка», «Кривая уточка», «Битый небитого везёт»)

### Кафедра «Актёрское искусство и режиссура театра кукол»
Первый курс по специализации «актёрское искусство театра кукол» дневной формы обучения был набран в 2003 году на базе второй кафедры актёрского искусства и режиссуры драмы Киевского национального университета театра, кино и телевидения имени И. К. Карпенко-Карого. Художественным руководителем курса в количестве шести студентов стал Леонид Попов. В этом же году был набран и первый курс по специализации «Режиссура театра кукол» заочной формы обучения, художественным руководителем которого стал народный артист Украины Сергей Ефремов.
Датой образования кафедры актёрского искусства и режиссуры театра кукол считается 1 февраля 2005. Создана она была на факультете театрального искусства. Заведующим кафедрой стал Леонид Попов.

## Режиссёрские работы в театре

### Донецкий академический областной театр кукол
- 1974 — «Мальчик Рой» Т. Якоба (режиссёр-постановщик — И. Брандман, ассистент режиссёра — Л. Попов, художник — М. Ясницкий, композитор — Г. Бирюшов)
- 1974 — «Неразменный рубль» Ю. Елисеева (режиссёр-постановщик — Б. Смирнов, ассистент режиссёра — Л. Попов, художник — О. Водовозов, художник — А. Павлик)

### Ивано-Франковский академический областной театр кукол имени Марийки Подгорянки[укр.]
- 1975 — «Медвежонок Рим-Тим-Ти» Яна Вильковского (режиссёр-постановщик — И. Рожко, ассистент режиссёра — Л. Попов, художник — О. Щеглов)
- 1975 — «Гусеня» Н. Гернет, Т. Гуревич (художник — О. Щеглов, композитор — М. Красёв)
- 1990 — «Коза-дереза» детская опера Н. Лисенко (художник — В. Козуб, хормейстер — В. Сидорак, постановка танцев — В. Петрик)
- 1991 — «Лис Никита и голодный Волк» Я. Яроша по мотивам сатирической сказки И. Франко (художник — Н. Данько, композитор — В. Сидорак)
- 1992 — «Лисичка, Котик и Петушок» А. Олеся (художник — В. Выходцевский, композитор — В. Сидорак)
- 1993 — «Пан Коцкий» детская опера Н. Лисенко (художественный руководитель постановки — Л. Попов, режиссёр — Д. Нуянзин, художник — Н. Данько)
- 1994 — «Иван Голик» О. Кузмина по мотивам И. Манжуры (художник — Н. Данько, композитор — Л. Дейчаковская, постановка танцев — В. Петрик)[4]
- 1995 — «Козлята и Серый волк» Ю. Гимельфарба (художник — Н. Данько, композитор — Ю. Грицун)
- 1996 — «Лесная песня» Леси Украинки (художник — Н. Данько, композитор — Ю. Грицун, постановка танцев — В. Петрик)
- 1996 — «На первые гуляния» (укр. На перші гулі) С. Васильченко (художник — Н. Данько, постановка танцев — В. Петрик)

### Харьковский государственный академический театр кукол им. В. А. Афанасьева
- 1975 — «Комедия о Петрушке» (режиссёр-постановщик — В. Афанасьев, режиссёр — Л. Попов, художник — М. Ясницкий, композитор — В. Маяцкий)
- 1996 — «Ещё раз о Красной Шапочке» С. Ефремова и С. Когана (художник — М. Кужелева, композитор — Р. Федосеев)
- 1998 — «Приключения Незнайки» Н. Носова (художник — М. Кужелева, композитор — Ю. Грицун)
- 1998 — «Путешествие Незнайки» Е. Огороднего по сказкам Н. Носова (художник — М. Кужелева, композитор — Ю. Грицун)

### Кировоградский академический областной театр кукол
- 1976 — «Аистёнок и Пугало» Л. Лопейской (художник — В. Остапенко)
- 1977 — «Ивасик-телесик» М. Йоффе, К. Губкенко (художник — В. Остапенко, композитор — Г. Бирюшов)

### Черкасский академический областной театр кукол
- 1976 — «Весёлый маскарад» В. Орлова, С. Коган (художник–постановщик — О. Щеглов, художники — В. Маяцкий, А. Курий, композитор — О. Перевеслов)

### Хмельницкий академический областной театр кукол
- 1977 — «Иванушкина дудочка» В. Орлова (художник — В. Безуля, композитор — Г. Бирюшов)
- 1978 — «Куда ты, жеребёнок?» Рады Московой (художник — В. Безуля, композитор — Я. Липовецкий)
- 1978 — «Дед и журавель» В. Вольского (художник — В. Безуля, композитор — К. Тесаков)
- 1978 — «Карлик Нос» О. Колесникова по мотивам сказки В. Гауфа (художник — В. Остапенко, композитор — Г. Бирюшов)
- 1978 — «Когда поют светофоры» М. Азова (художник — В. Безуля, композитор — В. Бугаев)
- 1979 — «Где же, Дед Мороз?» Т. Манчева (художник — В. Безуля)
- 1979 — «Заколдованная мышка» А. Балинт (художник — В. Безуля, композитор — Я. Липовецкий)
- 1980 — «Госпожа Метелица» И. Борде (художник — В. Безуля, композитор — Я. Липовецкий)
- 1981 — «Двенадцать» А. Блока (художник — В. Безуля)
- 1981 — «Солнечный лучик» Атанаса Попеску (художник — В. Безуля, композитор — Л. Маркелов)
- 1981 — «Маленький принц» А. Сент-Экзюпери (художник — В. Безуля, композитор — Я. Липовецкий)
- 1982 — «Неизвестный с хвостом» Г. Остера (художник — В. Безуля, композитор — Я. Липовецкий)
- 1982 — «Куда летишь ты, аист?» Н. Осиповой (художник — В. Кантор, музыка — Е. Дога, Г. Георгице)
- 1982 — «Новый год и белый кот» Ирины и Яна Златопольских (художник — О. Хома, композитор — В. Ладанский)
- 1983 — «Конёк-Горбунок» П. Ершова (художник — В. Жыгунова)
- 1983 — «Васильковы рушники» Г. Павленко (художник — В. Никитин, музыкальное оформление, хормейстер и руководитель ансамбля музыкальных инструментов — В. Ладанский, постановка танцев — Ю. Кузьменко)
- 1984 — «Угрумум» Ирины и Яна Златопольских (художник — Б. Щербаков, композитор — Р. Газизов)
- 1984 — «Зимняя сказка» А. Антокольского (художник — О. Хома, музыка — М. Кожлаев)
- 1985 — «Сказка про Чугайстра» П. Воронько (режиссёры — Л. Попов и И. Рожко, художник — В. Жигунова, композитор — М. Скорик)
- 1985 — «Приключения Васи Сомова в прошлом» И. Туричина (художник — Г. Егураева, композитор — Л. Маркелов)
- 1986 — «Перемелется — мука будет» Ф. Званна (художник — В. Никитин, композитор — О. Яковчук)
- 1986 — «Ай да Мыцик» Е. Чеповецкого (художник — В. Запорожец, композитор — И. Пустовой)
- 1987 — «Лоскуток» М. Супонина (художник — В. Запорожец)
- 1988 — «Баня» В. Маяковского (художник — М. Николаев, композитор — Л. Маркелов)
- 1988 — «Когда спят медведи» П. Катаев (художественный руководитель постановки — Л. Попов, режиссёр — А. Пундик, художник — В. Запорожец, композитор — Е. Буднецкий)
- 1989 — «Дума про козака Голоту» Нели Шейко-Медведевой (художник — В.Никитин)
- 1989 — «Теремок» С. Маршака (художник — М. Николаев)
- 1993 — «Козак Усыня и Смертиха» О. Кузмина (художник — В. Никитин)
- 1993 — «Лис Никита и голодный Волк» Я. Яроша по мотивам сатирической сказки И. Франко (художник — Н. Данько, композитор — В. Сидорак)
- 1993 — «Лисичка, Котик и Петушок» А. Олеся (художник — В. Выходцевский, композитор — В. Сидорак)

### Силистренский государственный театр кукол (Болгария)
- 1981 — «Ивасик-телесик» Е. Чеповецкого (художник — В. Безуля, композитор — Г. Бирюшов)
- 1983 — «Накьде летиш щьрко?» Н. Осиповой (художник — В. Кантор, композитор — Е. Дога, Г. Георгице)

### Хмельницкая областная филармония
- 1987 — «И лиры трепетные звуки» Л. Попов по А. Пушкину (музыкально-литературная композиция)

### Полтавский академический областной театр кукол
- 1990 — «Коза-дереза» детская опера Н. Лисенко (художник — В. Козуб, хормейстер — В. Якубович, постановка танцев — А. Остапенко)
- 1991 — «Храбрые путешественники» Н. Забилы (художник — В. Безуля, композитор — В. Якубович)
- 1991 — «Карлик Нос» О. Колесникова по мотивам сказки В. Гауфа (художник — В. Безуля, композитор — Г. Бирюшов, хормейстер — В. Якубович)
- 1994 — «Покатигорошек» Г. Усача (художник — В. Безуля, композитор — В. Якубович)
- 2002 — «Ребёнок джунглей» Е. Огороднего по мотивам сказок Р. Киплинга (художник — В. Безуля, постановка танцев — О. Коробова)

### Харьковский частный театр кукол «Петрушка»
- 1994 — «Лисичка, Котик и Петушок» А. Олеся (художник — В. Выходцевский, композитор — В. Сидорак)
- 1994 — «Козлята и Серый волк» Ю. Гимельфарба (художник — В. Выходцевский, композитор — Ю. Грицун)
- 1995 — «Ещё раз о Красной Шапочке» С. Ефремова и С. Когана (художник — В. Выходцевский, композитор — Р. Федосеев)
- 1999 — «Скупой рыцарь» С. Рахманинова (художник — В. Выходцевский, балетмейстер — Л. Марков)

### Тамбовский государственный театр кукол
- 1994 — «Лисичка, Котик и Петушок» А. Олеся (художник — В. Выходцевский, композитор — В. Сидорак)

### Ровенский академический областной театр кукол
- 1996 — «Карлик Нос» О. Колесникова по мотивам сказки В. Гауфа (художник — Н. Ольховик, композитор — Г. Бирюшов, хормейстер — Ф. Васечко)
- 1997 — «Как Журавель ходил свататься» М. Тобилевич (художник — Н. Ольховик, композитор —О.Протопопова)
- 2005 — «Коза-дереза» детская опера Н. Лисенко (художник — Н. Данько, музыкальная аранжировка – В. Марченко, хормейстер — Ф. Васечко, постановка танцев — Н. Сторожук)

### Николаевский областной театр кукол
- 1998 — «Мишкины шишки» Е. Чеповецкого (художник — В. Выходцевский, композитор — И. Пустовой)

### Брестский областной театр кукол
- 1999 — «Питер Пэн» Е. Огородний по мотивам Дж. Барри (художник — В. Выходцевский, композитор — Ю. Грицун)

### Волынский академический областной театр кукол
- 2001 — «Вертеп» (художественный руководитель постановки — Л. Попов, режиссёр — О. Иноземцев, художник — И. Уварова)

### Киевский государственный академический театр кукол
- 2004 — «Питер Пэн» Е. Огородний по мотивам Дж. Барри (художник – В. Выходцевский, композитор — Ю. Грицун)[5]
- 2005 — «Лис Никита и голодный Волк» Я. Яроша по мотивам сатирической сказки И. Франко (художник — Н. Данько, композитор — В. Сидорак)
- 2006 — «Лесная песня» Леси Украинки (художник — Н. Данько, композитор — Ю. Грицун)[6]
- 2007 — «Тайна Королевы дорог» Е. Огороднего (художник — Н. Данько, композитор — В. Гук)[7]
- 2007 — «Карлик Нос» Е. Огороднего по мотивам сказки В. Гауфа (художник — В. Выходцевский, композитор — Ю. Грицун)
- 2008 — «Сказка про Ивана и Фому» О. Кузмина по мотивам И. Манжуры (художник — Н. Данько, композитор — Л. Дейчаковская)
- 2009 — «Мишкины приключения» Е. Чеповецкого (художник — Н. Данько, композитор — И. Пустовой)

### Луганский академический областной театр кукол
- 2009 — «Мишкины шишки» Е. Чеповецкого (художник — В. Задорожняя, композитор — И. Пустовой)
- 2010 — «Волшебный колодец» Н. Цибенко (художник — И. Гололобова, композитор — К. Карпенко)

## Награды и признание
- 1986 — Почётное звание «Заслуженный артист Украинской ССР» Указ Президиума Верховного Совета Украинской ССР от 21 октября 1986 года[2]
- 1992 — Учёное звание доцента кафедры театра кукол (Решение учёного Совета 30 января 1992 ДЦ № 000491, Киев)
- 2024 — Почётное звание «Народный артист Украины»[8]